# Ашоцький район
Ашо́цький район — колишній район у складі Вірменії, після адміністративної реформи 1995 року увійшов до складу марзи Ширак. На сьогодні використовується лише в статистичних цілях.
Адміністративний центр району — село Ашоцк.
Утворений 1937 року під назвою Гукасянський район, 1992 року перейменований в сучасну назву.
Район поділявся на 17 сільських рад: Бавринська (Бавра), Вардахпюрська (Вардахпюр), Ашоцька (Ашоцк), Дзорашенська (Дзорашен), Зуйгахпюрська (Зуйгахпюр), Іллінська (?), Казанчинська (Казанчи), Красарська (Красар), Мец-Сепасарська (Мец-Сепасар), Мусаєлянська (Мусаєлян), Палутлинська (?), Покр-Саріарська (Покр-Саріар), Сарагюська (Сарагюх), Сарапацька (Сарапат), Торосгюська (Торосгюх), Цахкашенська (?), Цохамаргська (Цохамарг).
| Населення Ашоцького району                  | Населення Ашоцького району | Населення Ашоцького району | Населення Ашоцького району | Населення Ашоцького району |
| ------------------------------------------- | -------------------------- | -------------------------- | -------------------------- | -------------------------- |
| Рік                                         |                            |                            | Населення                  |                            |
| 1989                                        | 1989                       |                            | 10700                      | 10700                      |
| 2002                                        | 2002                       |                            | 9942                       | 9942                       |
| 2003                                        | 2003                       |                            | 10019                      | 10019                      |
| 2004                                        | 2004                       |                            | 10075                      | 10075                      |
| 2005                                        | 2005                       |                            | 10156                      | 10156                      |
| 2006                                        | 2006                       |                            | 10187                      | 10187                      |
| 2007                                        | 2007                       |                            | 10290                      | 10290                      |
| 2008                                        | 2008                       |                            | 10385                      | 10385                      |
| 2009                                        | 2009                       |                            | 10531                      | 10531                      |
| 2010                                        | 2010                       |                            | 10550                      | 10550                      |
| 2011                                        | 2011                       |                            | 10626                      | 10626                      |
| 2012                                        | 2012                       |                            | 10706                      | 10706                      |
| Джерело: Статистичні дані за 2002–2012 роки |                            |                            |                            |                            |